# Niels Bjerrum
Niels Janniksen Bjerrum, född 11 mars 1879 i Köpenhamn, död 30 september 1958, var en dansk kemist. Han var son till ögonläkaren Jannik Petersen Bjerrum.
Bjerrum blev professor i kemi vid Landbohöjskolen i Köpenhamn 1914. Hans tidigaste arbeten berör oorganiska komplexföreningars sammansättning och omvandlingar, såsom hans doktorsavhandling från 1908, Studier over basiske Kromforbindelser. 
Hans senare forskning rörde huvudsakligen den fysikaliska kemin, men han bedrev även forskning inom atomfysiken. Han skrev bland annat ett uppmärksammat verk om titrering av syror och baser år 1914, men är mest känd för sina teorier om starka elektrolyters dissociation i vattenlösning, framlagd vid en naturforskarkongress i Kristiania 1916. Fenomenet Bjerrumlängd är uppkallat efter honom.
Bjerrum invaldes 1945 som utländsk ledamot av svenska Ingenjörsvetenskapsakademien.

## Utmärkelser
- Riddare av Dannebrogorden,  1924[6]
- Dannebrogsmännens hederstecken,  1936[6]
- Kommendör av Dannebrogorden,  1942[6]
- Kommendör av första graden av Dannebrogorden,  1949[6]

[Redigera Wikidata]